# Rei Onodera
Rei Onodera (Japans: 小野寺 玲, Onodera Rei; Yokohama, 3 september 1995) is een Japans wielrenner die anno 2025 rijdt voor Utsunomiya Blitzen.

## Carrière
In februari 2017 werd Onodera Aziatisch kampioen tijdrijden bij de beloften, door hij 25,6 kilometer lange parcours in Bahrein vijf seconden sneller af te leggen dan de Chinees Zheng Zhang. Later dat jaar werd hij, achter Ryota Nishizono en Junya Sano, derde op het nationale kampioenschap tijdrijden voor eliterenners. In 2018 werd Onodera Aziatische kampioen in de ploegentijdrit, die reed hij samen met Yukiya Arashiro, Fumiyuki Beppu, Yusuke Hatanaka, Shoi Matsuda en Masaki Yamamoto. Een jaar eerder werd de ploeg al tweede, achter de Kazachse delegatie.

## Overwinningen
2016
 Japans kampioenschap tijdrijden, beloften
2017
 Aziatisch kampioen tijdrijden, beloften
 Aziatisch kampioenschap ploegentijdrit, elite
 Japans kampioenschap tijdrijden, elite
2018
 Aziatisch kampioen ploegentijdrit, elite

## Ploegen
- 2015 –  Nasu Blasen
- 2016 –  Utsunomiya Blitzen
- 2017 –  Utsunomiya Blitzen
- 2018 –  Utsunomiya Blitzen
- 2019 –  Utsunomiya Blitzen
- 2020 –  Utsunomiya Blitzen
- 2021 –  Utsunomiya Blitzen
- 2022 –  Utsunomiya Blitzen
- 2023 –  Utsunomiya Blitzen
- 2024 –  Victoire Hiroshima
- 2025 –  Utsunomiya Blitzen

Abe · Amezawa · Iino · Masuda · Mawatari · Oka · Onodera · R. Suzuki · Y. Suzuki